# Powder Springs
Powder Springs is een plaats (city) in de Amerikaanse staat Georgia, en valt bestuurlijk gezien onder Cobb County.

## Demografie
Bij de volkstelling in 2000 werd het aantal inwoners vastgesteld op 12.481.
In 2006 is het aantal inwoners door het United States Census Bureau geschat op 14.964, een stijging van 2483 (19,9%).

## Geografie
Volgens het United States Census Bureau beslaat de plaats een oppervlakte van
16,4 km², geheel bestaande uit land.

## Plaatsen in de nabije omgeving
De onderstaande figuur toont nabijgelegen plaatsen in een straal van 16 km rond Powder Springs.